# Agnes Kaps
Agnes Kaps, verheiratete Agnes Kaps-Leyrer (* 24. November 1856 in Hamburg; † nach 1874) war eine deutsche Sängerin.

## Leben
Kaps war als Opernsoubrette bekannt und beliebt, in Berlin, Nürnberg und Mainz etc. engagiert und ging 1874 gänzlich von der Bühne ab.
Ihr Vater war Amandus Kaps, ihre Geschwister Richard Kaps und Robert Kaps, verheiratet war sie mit ihrem Schauspielkollegen Rudolf Leyrer.